# Grislin
El Grislin es un río ficticio perteneciente al legendarium del escritor británico J. R. R. Tolkien y que aparece en su novela El Señor de los Anillos. Es uno de los ríos de Rhovanion que, junto al río Langwell, forman el río Anduin. Nace en las Montañas Grises y vuelca sus aguas hacia el sur en paralelo al Bosque Negro.
En la región que constituye el nacimiento del río Anduin se asentaron los Éothéod, antepasados de los Rohirrim; por ese motivo, el hijo de Tolkien, Christopher, cree que la segunda parte del nombre del río, el elemento -lin podría derivar de "la palabra anglosajona hlynn (torrente), cuya significación literal era, probablemente "El Ruidoso"."
- Datos: Q4591801